# Сергей Сазонов
Серге́ѝ Дми́триевич Сазо́нов е руски държавен деец, министър на външните работи на Руската империя (1910 – 1916).

## Биография
Сергей Сазонов е дворянин, земевладелец в Рязанска област. Завършва Александровския лицей, оженва се за Анна Борисовна Нейдгард, сестра на съпругата на Пьотър Столипин.
В 1883 г. постъпва на служба в Министерството на външните работи, от 1890 е втори секретар на посолството в Лондон, от 1894 е секретар на мисията във Ватикана, от 1904 е съветник в посолството в Лондон, а от март 1906 е министър-резидент при Папата. 1907 г. е назначен за посланик в САЩ.
На 26 май 1909 след т.нар. „скандал в Бухлау“ е назначен за заместник-министър на външните работи на мястото на Николай Чариков, за засилване на външен контрол върху дейността на министър Александър Изволски.
От 8 ноември 1910 е министър на външните работи. Заема поста със съдействието на Пьотър Столипин. В Съвета на министрите е част от либерално крило.
На 1 януари 1913 е назначен за член на Държавния съвет. През лятото на 1913 г. има големи заслуги за поражението на България в Междусъюзническата война и териториалното ѝ орязване за сметка на Сърбия, Гърция, Румъния и Турция. На 1 август 1914 приема от немския посланик нотата за обявяване на Първата световна война.
На 12 януари 1917 е назначен за посланик във Великобритания, но във връзка с Февруарската революция не успява да заеме длъжността.
След Октомврийската революция е активен член на Бялата гвардия. През 1918 е член на Специалния съвет при главнокомандващия на Въоръжените сили на Южна Русия Антон Деникин, а през 1919 е министър на външните работи на правителството на Александър Колчак, представител на „белите“ на Парижката мирна конференция, след което емигрира.

## Мнения на съвременниците му
- Заемането на длъжността министър на външните работи той дължи преди всичко на родствените си връзки и единомислието по отношение на източната политика с Изволски и великия княз Николай Николаевич Младши. [1]